# Jesper Boqvist
Jesper Boqvist (Falun, Suecia, 30 de octubre de 1998) es un jugador profesional sueco de hockey sobre hielo que se desempeña en la posición de centro en Boston Bruins, equipo de la National Hockey League (NHL).

## Carrera
Fue seleccionado en la segunda ronda en la NHL Entry Draft de 2017. En 2019 hizo su debut profesional con el equipo New Jersey Devils, en el cual jugó cuatro temporadas (2019-2023), después pasó a Boston Bruins, donde lleva jugando una temporada.